# Noi donne siamo fatte così
Noi donne siamo fatte così è un film a episodi del 1971 diretto da Dino Risi.

## Trama
Il film è composto da dodici episodi, tutti con Monica Vitti protagonista:
Una giornata lavorativa, di Dino Risi: nel corso di una giornata la protagonista si affanna per attraversare la città con un'ingombrante custodia, destreggiandosi fra la folla, la metropolitana e i pasti alla mensa. Il suo lavoro è suonare i piatti in un'orchestra, per quattro battute in tutto, e quando le ha eseguite, abbandona la sala. Non sa che al termine del brano deve essere eseguita una quinta battuta, e quando arriva quel momento, lei è già rientrata a casa.
Romantica, di Luciano Vincenzoni: sul lago di Garda Zoe incontra un cortese sconosciuto e gli racconta le sue pene d'amore: l'uomo con cui è stata fidanzata per anni l'ha lasciata dopo aver approfittato di lei in ogni modo, sfruttando la sua indole romantica. La stessa sera Zoe va a letto con lo sconosciuto.
Mamma, di Giuseppe Catalano e Dino Risi: Annunziata, popolana napoletana, è intervistata dalla televisione in quanto madre di 22 figli. Non è interessata al controllo delle nascite, e anche quando ha provato dei sistemi contraccettivi questi hanno fallito perché il marito ha il "sangue forte".
Schiava d'amore, di Luciano Vincenzoni e Dino Risi: Teresa, violinista diplomata, vive in una baracca con un bruto di cui è innamoratissima e che la sfrutta facendole fare la suonatrice ambulante. In uno scatto di dignità, una mattina Teresa decide di andarsene, ma al primo violento richiamo dell'uomo corre immediatamente indietro da lui.
Il mondo cammina, di Age & Scarpelli: Alberta e suo marito Ferdinando, siciliani colti e benestanti residenti a Roma, danno vita a un salotto culturale nella loro villa. Una sera, durante una riunione con amici dell'alta società, affermano entrambi la necessità di vivere serenamente e senza complessi la sessualità, irridendo gli stereotipi sulla mentalità siciliana; tanto che prima lui e poi lei enumerano tranquillamente le loro esperienze extraconiugali, scandalizzando gli ospiti. In realtà nessuno dei due coniugi era al corrente delle infedeltà dell'altro: alla fine della serata, rimasti soli e impazziti dalla gelosia, si uccidono reciprocamente dopo aver fatto strage dei rivali.
Vietnam, di Anonimo: durante la guerra del Vietnam, il presidente degli Stati Uniti visita un ospedale da campo e con paternalismo si informa delle vicende dei feriti. Fra di loro c'è una giornalista italiana, Eliana, che in un bombardamento è rimasta ferita ad un braccio e una gamba. Eliana, inizialmente muta, parla solo per mandare a quel paese il presidente in dialetto romano: "... li mortacci tua".
Et Dominus venit, di Ettore Scola: in un festival di canzoni religiose, la suora cantautrice Katherine propone un brano in cui ricorre ossessivamente il verbo venire, con grande imbarazzo dei prelati presenti.
La motocicletta, di Luciano Vincenzoni: Erika, motociclista acrobata, si esibisce in numeri spericolati in una fiera di paese. Un commendatore le offre centomila lire e le dà un appuntamento; lei accetta e si presta a giochi erotici in cui cavalca l'uomo come se fosse la sua moto.
Cuore di padrone, di Rodolfo Sonego: in Veneto il padrone di una fabbrica di dolci sfrutta in modo disumano le sue operaie, mentre circonda il suo cane di ogni lusso. Palmira, rappresentante delle lavoratrici, organizza uno sciopero minacciando il deperimento dei dolci in lavorazione e ottiene un appuntamento col capo nella sua villa. Questi, rientrando, scopre la morte del suo adorato cane e, straziato, finisce per promettere a Palmira un aumento di salario, ma il giorno dopo ha già cambiato idea e manda la Celere per malmenare le scioperanti.
L'angelo dei cieli, di Ettore Scola: Agata è un'assistente di volo di grande professionalità, rassicurante, attenta alle esigenze dei passeggeri e padrona di molte lingue straniere. Se non che, durante una turbolenza più forte del solito, la donna si rifugia in bagno e lì dà sfogo a un attacco di panico, maledicendo il suo mestiere e invocando santi in dialetto pugliese.
L'allumeuse, di Luciano Vincenzoni e Dino Risi: Laura, bellissima e di classe, è a cena col suo futuro marito in un ristorante elegante. A un altro tavolo, una signora di mezza età si convince che Laura guardi sfacciatamente suo marito e si infuria; sempre nella stessa sala, sia un donnaiolo siciliano che una giovane lesbica la osservano con insistenza, credendo entrambi di essere ricambiati. Ma alla fine si scopre che Laura non ha guardato proprio nessuno e non si è accorta di nulla, perché è cieca.
Chiamate Roma 21-21, di Rodolfo Sonego: in un programma radiofonico di successo gli ascoltatori possono telefonare per sfogarsi raccontando vicende private. Prende la linea Fulvia, che riferisce angosciata di aver subito violenza da parte di tre ripugnanti individui. Sono in ascolto non solo il marito della donna, ma anche gli stupratori. Fulvia non esita a comunicare alla radio come e quando chiunque può entrare nel suo appartamento senza difficoltà, trovandola sola; poco dopo nel viale sotto casa compaiono i tre individui. Rimane aperta la possibilità che per Fulvia la sorpresa non sia del tutto sgradita.

## Curiosità
- Il primo episodio è privo di dialoghi, ed è anche l'unico in cui rimane ignoto il nome della protagonista. Il brano musicale che viene eseguito in quest'episodio è l'ouverture di Bianca e Falliero di Gioachino Rossini, utilizzata nuovamente nell'opera L'assedio di Corinto.